# 山口雅也 (音楽家、教育家)
山口 雅也（やまぐち まさや、1970年7月18日 - ）は、マンハッタン、ニューヨーク市に在住のギタリスト、教育者である。東京都北区で育ち、26歳で米国に留学し、1999年、ニューヨーク市立大学大学院で「ジャズ・パフォーマンス」の修士号を取得した最初の日本人となった後、ダウンビート誌の理論コラムやジャズ研究機関インスティテュート・オブ・ジャズ・スタディーズ（ラトガース大学、ニュージャージー州立大学）が運営し、2 - 3年おきに刊行される学術論文誌 Annual Review of Jazz Studies の寄稿者となる。
Marquis Who's Who（マークィーズ・フーズ・フー）in America のプロフィールによれば、「ジャズ・アプローチによる音階大辞典」により、想像的な音階形成を探求する概念を確立した教育者であり、音階研究、ジャズ研究などに従事している。
代表作である「ジャズ・アプローチによる音階大辞典」は Dr. John Kuzmich （Jazz Education Journal, International Association for Jazz Educationのシニア・コラムニスト）に「本書は理論上、考えられる音階の可能性の全てを網羅していることに言及する価値がある......真剣にこの音階辞典と向き合えば、ジャズの即興演奏のために使用可能な音階・スケールのアイディアが尽きることはないだろう。」と評されている 。
「移調の限られたサブセット（部分的音階）」（オリヴィエ・メシアンの移調の限られた旋法 をより完全化した音階分類法）と、「ジャズ・アプローチによる音階大辞典」巻末の「ジャズ·インプロヴィゼーションのためのスケール 」は、ミュージシャンの思考を整理するために有用である。 「移調の限られたサブセット」は、「ジャズ・アプローチによる音階大辞典」で紹介され、「ジャズ・アプローチによる音階教本＜シンメトリカル・スケール編＞」、ジャズ論文機関誌 Annual Review of Jazz Studies への学術論文「A Creative Approach to Multi-Tonic Changes: Beyond Coltrane's Harmonic Formula」でも探求されている。「移調の限られたサブセット」の概念は、「Lexicon of Geometric Patterns for Jazz Improvisation（英語版）」で研究内容が更新されており、その第六章は、「ジャズ·インプロヴィゼーションにおけるメシアン・モードの活用法」にも言及されている。
音階研究のみならず、チャーリー・パーカーやジョン・コルトレーン研究者としての著作がある。チャーリー・パーカーの代表曲や未発表曲 (Gerry Birds, Tail Feathers, Bongo Bird) を収集した「The Bird Book：The Charlie Parker Real Book」は、公式シートミュージック集として刊行され、ニュージャージー州ウィリアム・パターソン大学のジャズ科のディレクターであるデビッド・デムゼイ教授と共著した「John Coltrane Plays “Coltrane Changes”」はコルトレーン和声の研究書となっている。編纂と校正にはコルトレーンの息子であるラヴィ・コルトレーンと故アリス・コルトレーン（コルトレーンの妻）が協力し、その公式認可への感謝が本書の冒頭にクレジットされている。フランスの Modartt 社 Pianoteq のエンドーサーの一人であり、「Monk and Roll」と題する自動ピアノとのデュオをリリースしている。

## 著作
- ジャズ・アプローチによる音階大辞典、ドレミ楽譜出版社、2011年。ISBN 4285130777[8]
- ジャズ・アプローチによる音階教本＜シンメトリカル・スケール編＞、 ドレミ楽譜出版社、2011年。 ISBN 4285130785[9]
- ジャズ・アプローチによる音階教本＜ペンタトニック・スケール編＞、 ドレミ楽譜出版社、2011年。ISBN 4285130793[10]

### 原書（英語版）
- The Complete Thesaurus of Musical Scales  (New York: Charles Colin Publications, 1999, Masaya Music, Revised 2006) ISBN 0967635306
- Pentatonicism in Jazz: Creative Aspects and Practice (New York: Charles Colin Publications, 2002, Masaya Music, Revised 2006) ISBN 0967635314
- Symmetrical Scales for Jazz Improvisation (New York: Charles Colin Publications, 2001, Masaya Music, Revised 2006) ISBN 0967635322
- Lexicon of Geometric Patterns for Jazz Improvisation (Masaya Music, 2012) ISBN 0967635330
- YAMAGUCHI Improvisation Method (Masaya Music, 2012) ISBN 0967635349
- Chromaticism in Jazz: Applying Techniques and Concepts　(Masaya Music, 2012) ISBN 0967635357
- The Bird Book (The Charlie Parker Real Book) (Milwaukee: Hal Leonard Corporation, 2012) ISBN 1423495659[11]
- John Coltrane Plays Coltrane Changes (Milwaukee: Hal Leonard Corporation, 2003) ISBN 0634038648[6]
- Charlie Parker Yardbird Originals (New York: Charles Colin Publications, 2005)  originally published in 1955

#### 寄稿論文
- A Creative Approach to Multi-Tonic Changes: Beyond Coltrane's Harmonic Formula, Annual Review of Jazz Studies 12, 2002 (Rutgers University/Scarecrow Press) (June 14, 2004)
- John Coltrane and Carlos Salzedo: A Surprising Connection, The American Harp Journal, Vol.23, No.2, Winter 2011, p. 59.[12]
- Note Groups of Limited Transposition: A Key to Unlocking Multitonic Change Possibilities," Down Beat 67, No.9 (September 2000), p. 70.[13]